# Trapezonotus desertus
Trapezonotus desertus ist eine Wanze aus der Familie der Rhyparochromidae.

## Merkmale
Die Wanzen werden 3,7 bis 4,7 Millimeter lang. Die Art sieht Trapezonotus arenarius und Trapezonotus dispar sehr ähnlich und ist schwer von diesen zu unterscheiden. Eine sichere Bestimmung ist nur durch die Untersuchung der Paramere der männlichen Genitalien möglich. Die Schienen (Tibien) der mittleren Beine sind häufig bei T. desertus teilweise blass, insbesondere bei Männchen. Es treten häufig brachyptere Individuen mit verkürzten Flügeln auf, es gibt aber auch makroptere, mit voll entwickelten Flügeln. Bei ersteren überlappen sich die Flügelmembranen ein wenig.

## Verbreitung und Lebensraum
Die Art ist in der Paläarktis weit verbreitet und kommt in Europa vor allem boreomontan vor. Man findet sie mit kleineren Lücken im Zentrum Europas von den Gebirgen des nördlichen Mittelmeerraum bis nach Skandinavien. Im Osten reicht die Verbreitung über Sibirien und Zentralasien bis nach Korea. Die Art ist auch in Nordamerika verbreitet. In Deutschland findet man sie im Nordwesten und mit Lücken wieder in den Alpen und deren Ausläufern. Man findet sie dort von 1300 bis deutlich über 2000 Meter Seehöhe, wo sie aber nicht häufig ist. Die Art besiedelt offene Besenheidenbestände auf Sand- und Moorböden, aber auch halbschattige Bereiche in lichten Kiefernwäldern. Auch in den Berglagen findet man sie in der Regel an Besenheide und ist gut an die hohen Lagen angepasst.

## Lebensweise
Die Art ist bisher die einzige Wanzenart in Europa, bei der ein Parasitismus durch Fächerflügler (Strepsiptera) dokumentiert ist. Die Paarung und Eiablage erfolgt ab April, selten auch schon im März. Befruchtete Weibchen kann man bis Ende Juni finden, ab Mitte Juli treten die Adulten der neuen Generation auf. Die Art bildet offenbar nur eine Generation pro Jahr aus.

## Belege